# Congonhas do Norte
Congonhas do Norte is een gemeente in de Braziliaanse deelstaat Minas Gerais. De gemeente telt 5.335 inwoners (schatting 2009).

## Aangrenzende gemeenten
De gemeente grenst aan Alvorada de Minas, Conceição do Mato Dentro, Gouveia, Presidente Juscelino, Presidente Kubitschek, Santana de Pirapama en Santana do Riacho.